# Kursaal de Algeciras

El Edificio Kursaal de Algeciras (provincia de Cádiz, España) es obra del artista Guillermo Pérez Villalta y del arquitecto Enrique Salvo situado en el Paseo del Río de la Miel, en la Villa Vieja de la ciudas.

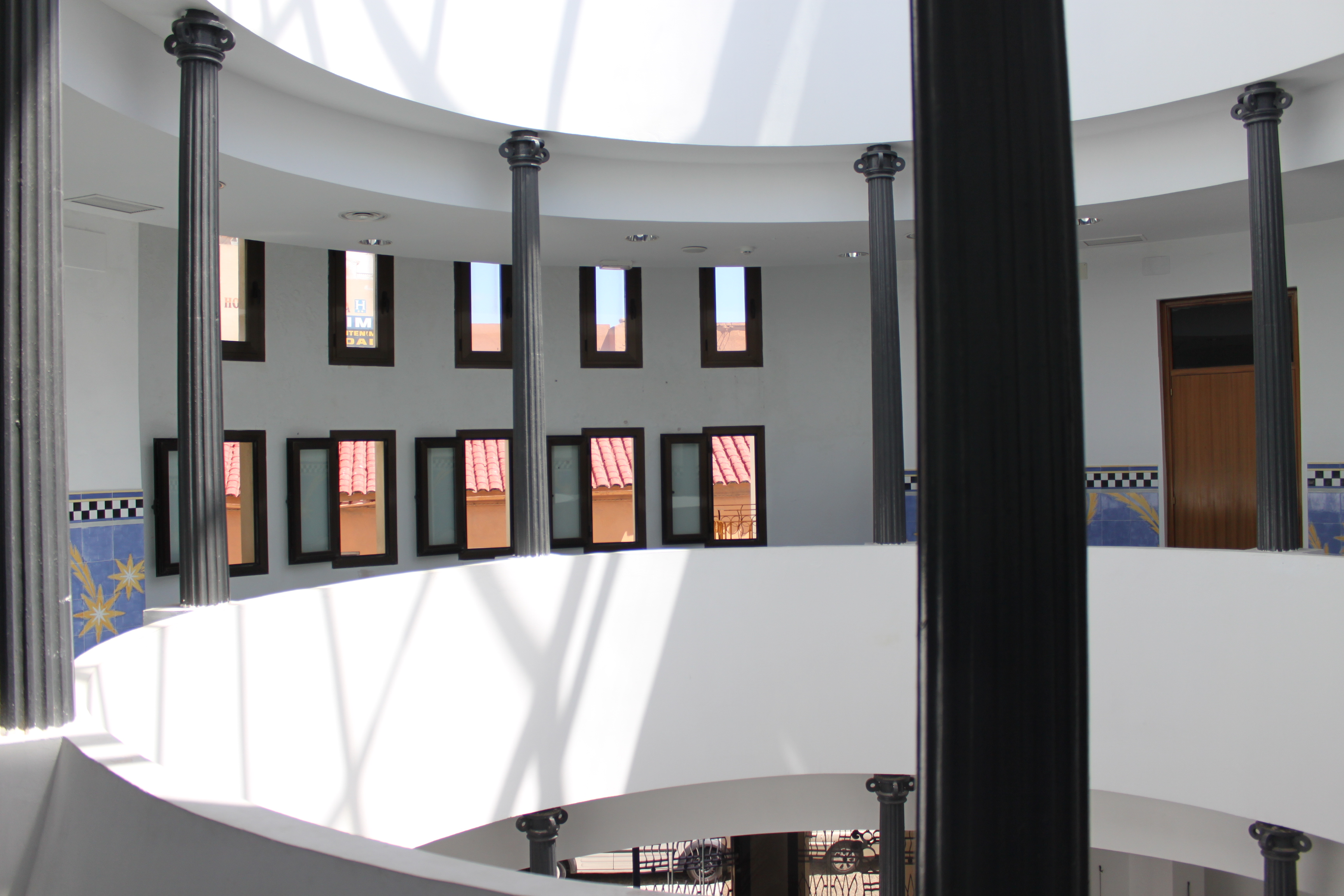
Interior del edificio.

El edificio del Kursaal o Centro de Cooperación y Congresos Río de la Miel, fue inaugurado en 2007 tras una década de obras. El edificio fue concebido a finales de los años noventa como sede de la Cámara de Comercio del Campo de Gibraltar pero la obra se paralizó hasta ser rescatada por el ayuntamiento de la ciudad.
Los detalles decorativos del Kursaal son en gran medida el punto fuerte del edificio, así destaca la gran cantidad de mosaicos que representan temas mitológicos en torno al estrecho de Gibraltar. Arquitectónicamente destaca la torre-faro exterior visible también desde dentro del edificio a través de la cristalera del techo cuya cima es accesible gracias a una escalera de caracol situada en el interior y que comunica también las dos plantas del edificio. Funcionalmente pueden diferenciarse dos espacios dentro del edificio, uno que alberga un centro de interpretación así como una biblioteca y otro en el que se sitúa el auditorio.

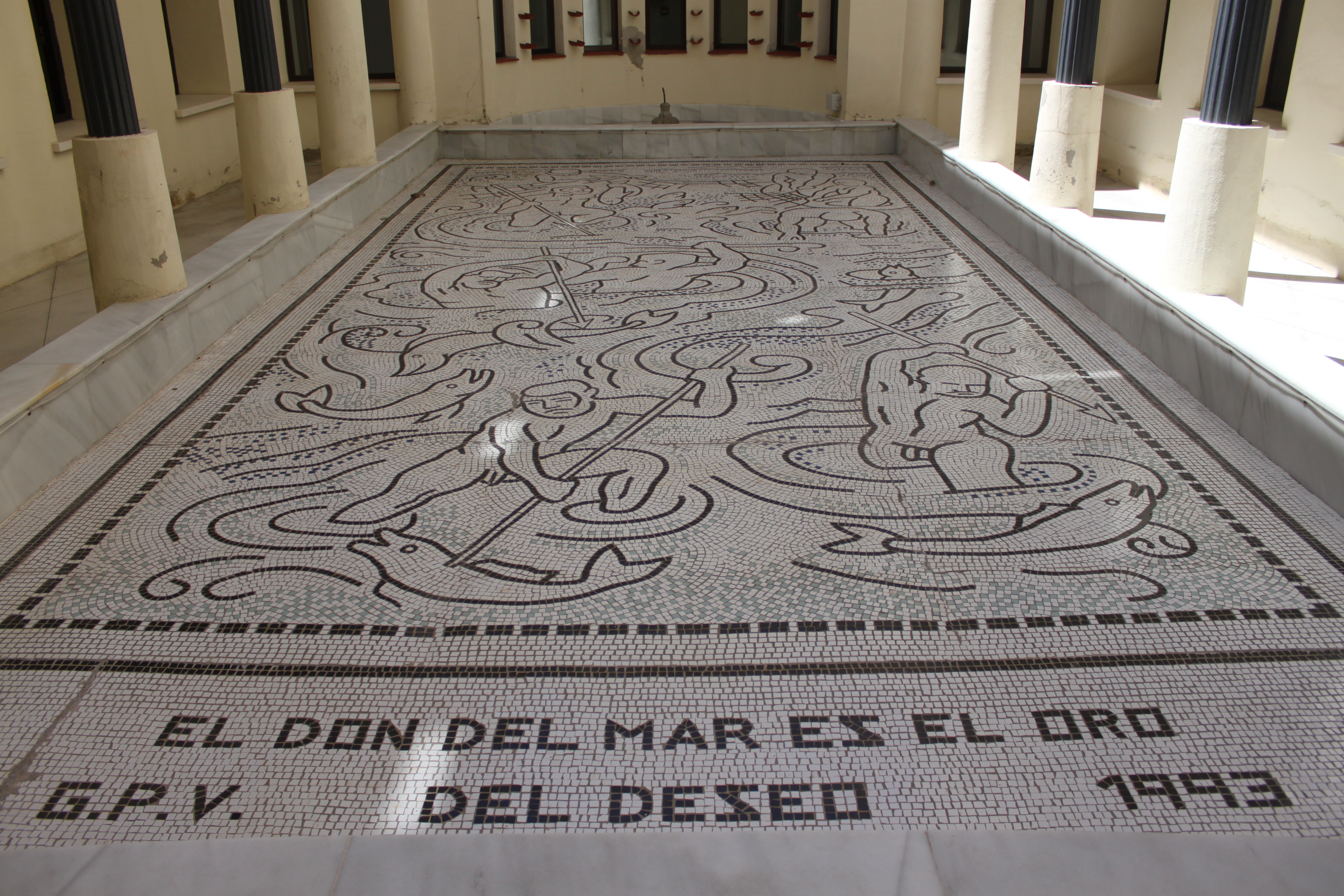
Mosaico del interior.

El Kursaal se ha convertido en sede del Centro de Relaciones Permanentes con el Magreb y de la Fundación Dos Orillas , organismo dependiente de la diputación provincial cuya función es promover las relaciones entre las dos orillas del estrecho de Gibraltar mediante la celebración de diversas actividades culturales.